# Kingmakers
 (mars 2024).
Ne doit pas être confondu avec Kingmaker (jeu vidéo).
Kingmakers est un futur jeu sandbox d'action et de stratégie développé par Redemption Road Games et publié par tinyBuild. Le jeu devrait sortir en accès anticipé en 2025 pour Microsoft Windows.

## Histoire
Kingmakers se déroule au temps de l’Angleterre médiévale. Le joueur assume le rôle d'un membre d'une force opérationnelle d'élite, transporté 500 ans en arrière dans l'Angleterre médiévale pour éviter une future apocalypse.

## Système de jeu
Kingmakers est un jeu bac à sable à la troisième personne avec des éléments d'action et de stratégie. Le joueur peut basculer entre un mode de tir à la troisième personne et un mode de stratégie vu de dessus. En mode tir, le joueur peut utiliser des armes et des véhicules modernes tels que des fusils d'assaut, des fusils de chasse, des lance-grenades, des voitures blindées et des hélicoptères pour lutter contre les ennemis du monde médiéval. Pendant ce temps, en mode stratégie, le joueur peut commander sa propre armée d'unités médiévales telles que la cavalerie, les archers et les épéistes. Le joueur peut également personnaliser son armée avec différentes bannières, couleurs et formations. Le jeu propose une campagne qui permet au joueur d'influencer l'issue de la guerre et l'histoire de l'Angleterre. Le jeu prend par ailleurs en charge le mode coopératif jusqu'à quatre joueurs, où chaque joueur peut contrôler sa propre armée.

## Développement
Kingmakers est développé par Redemption Road Games. Il a été annoncé pour la première fois par l'éditeur TinyBuild le 20 février 2024. Le studio travaille sur le jeu depuis plus de cinq ans.